# Ignition (album de The Offspring)
Pour les articles homonymes, voir Ignition.
Albums de The Offspring
The Offspring Smash
Ignition est le second album de The Offspring. Sorti le 20 octobre 1992, il est le premier album du groupe à sortir chez Epitaph. 
En 2008 il avait été vendu à plus d'un million d'exemplaires, surclassant leur premier l’album The Offspring sorti trois ans plus tôt, vendu à 10 000 exemplaires. Ce début de succès permet au groupe de faire une tournée en Europe en première partie de NOFX.

## Liste des morceaux
1. Session - 2:32
2. We Are One - 3:59
3. Kick Him When He's Down - 3:16
4. Take It Like A Man - 2:55
5. Get It Right - 3:06
6. Dirty Magic - 3:48
7. Hypodermic - 3:21
8. Burn It Up - 2:42
9. No Hero - 3:22
10. L.A.P.D. - 2:45
11. Nothing From Something - 3:00
12. Forever And A Day - 2:37